# Сеславское
Сеславское — село в Суздальском районе Владимирской области России, входит в состав Павловского сельского поселения.

## География
Село расположено в 15 км на юг от центра поселения села Павловское и в 7 км на север от города Владимир, на севере примыкает к посёлку Садовый.

## История
В старинных актах село Сеславское упоминается в грамоте великого князя Иоанна Васильевича III от 1504 года в числе сел, пожалованных митрополиту Симону, которым дана несудимая грамота. Впоследствии оно перешло в вотчины Московских патриархов и называлось патриаршим домовым селом, это видно из писцовых книг 1620-21 годов. В вотчине патриархов и Священного Синода Сеславское оставалось до упразднения церковных вотчин. Церковь в селе существовалоа еще в начале XVI века, на что указывает название Сеславского селом в грамоте 1504 года. В патриарших окладных книгах 1628 года в селе значится церковь святой живоначальной Троицы. В 1713 году эта церковь сгорела и на её месте была построена и освящена новая в 1715 году. В 1875 году на средства прихожанина Константина построена была каменная церковь, в 1885 году пристроена к ней трапеза и каменная колокольня. Престолов в этой церкви было три: в настоящей в честь Святой Живоначальной Троицы, в трапезной в честь Казанской иконы Божьей Матери и преподобного Василия Исповедника. Приход состоял из одного села Сеславского. В приходе в 1887 году была открыта церковно-приходская школа. В годы Советской Власти церковь была полностью разрушена. 
В конце XIX — начале XX века село входило в состав Борисовской волости Владимирского уезда. В 1859 году в селе числилось 76 дворов, в 1905 году — 110 дворов. 
В 1912 году в селе было построено новое здание, где было открыто Сеславское народное училище, с 1932 года школа колхозной молодёжи им. М. Горького. Школа в Сеславском существовала до 1977 года, когда она была переведена в новое здание в посёлке Садовый.
С 1929 года село являлось центром Сеславского сельсовета Владимирского района, с 1965 года — в составе Сновицкого сельсовета Суздальского района, позднее — Садового сельсовета, с 2005 года — в составе Павловского сельского поселения.

## Население
| 1859 | 1905 | 1926 |
| ---- | ---- | ---- |
| 476  | 539  | 493  |

| 1859 | 1905 | 1926 | 2002 | 2010 | 2021 |
| ---- | ---- | ---- | ---- | ---- | ---- |
| 476  | ↗539 | ↘493 | ↘43  | ↘36  | ↗95  |

## Инфраструктура
В селе расположен Суздальский социально-реабилитационный центр для несовершеннолетних.

## Известные люди
В селе родились:
- участник Великой Отечественной войны Герой Советского Союза Александр Иванович Беспалов;
- врач-терапевт, профессор, личный врач И. В. Сталина Иван Александрович Валединский.